# 東広島市立河内中学校
東広島市立河内中学校（ひがしひろしましりつ こうちちゅうがっこう）は、広島県東広島市河内町中河内にある公立中学校。

## 概要
東広島市の東部にある。学校の正面には篁山（たかむらやま）が聳えており、すぐ前には沼田川が流れている。東広島市立河内小学校、東広島市立入野小学校と小中一貫教育(コミニティースクール)協定を結んでいる。

## 沿革
- 1947年4月 - 豊田郡河内町立河内中学校として設立。
- 1956年4月 - 賀茂・豊田両郡の所属町村変更により賀茂郡河内町立河内中学校に改称。
- 1968年4月 - 入野中学校・戸野中学校を統合し、改めて河内町立河内中学校開校。
- 1969年9月 - 本館落成。
- 1971年1月 - 体育館落成。
- 2001年3月 - 芸予地震により校舎などに被害を受ける。
- 2005年2月 - 賀茂郡河内町が東広島市と合併したことにより、東広島市立河内中学校に改称。
- 2007年3月 - 新校舎落成。
- 2008年2月 - 新体育館落成。
- 2022年4月 - 河内小学校と併設型小中一貫教育を開始[2]。
- 2023年4月 - 入野小学校と分離型小中一貫教育を開始[2]。

## 学校行事
- 4月 - 入学式
- 6月 - 職場体験学習(2年)
- 9月(2024年は6月) - 運動会全学年赤白に分かれ対決。例年長縄、100m走やナイスキャッチなど恒例の運動会行事で競う，河内中ソーラン(2024年は河内中ダンス)なども行う
- 11月 - 文化祭校内全クラス対抗の合唱コンクールがメイン。各教科の日頃の学習をまとめた掲示や作品の展示がある。宇山民謡、篠笛演奏なども行う。
- 12月 - 修学旅行(2年)例年沖縄に行く。
- 3月 - 卒業式

## 部活動

### 運動部
- ソフトテニス部
- バレーボール部
- 陸上競技部
- 野球部(休部中)

10年前までバスケットボール部があったが廃部。 

### 文化部
- 吹奏楽部

2014年まで美術部があったが廃部。

## 通学区域
- 東広島市立河内小学校の学区
- 東広島市立入野小学校の学区

## 進学前小学校
- 東広島市立河内小学校
- 東広島市立入野小学校